# Мюрьянетт
Мюрьянетт (фр. Murianette) — коммуна во Франции, находится в регионе Рона — Альпы. Департамент коммуны — Изер. Входит в состав кантона Мелан. Округ коммуны — Гренобль.
Код INSEE коммуны — 38271. Население коммуны на 2012 год составляло 883 человека. Населённый пункт находится на высоте от 213 до 999 метров над уровнем моря. Муниципалитет расположен на расстоянии около 490 км юго-восточнее Парижа, 100 км юго-восточнее Лиона, 8 км восточнее Гренобля. Мэр коммуны — Lucie Grillo, мандат действует на протяжении 2014—2020 гг.
Динамика населения (INSEE):